# Biodanza
 (janvier 2017).

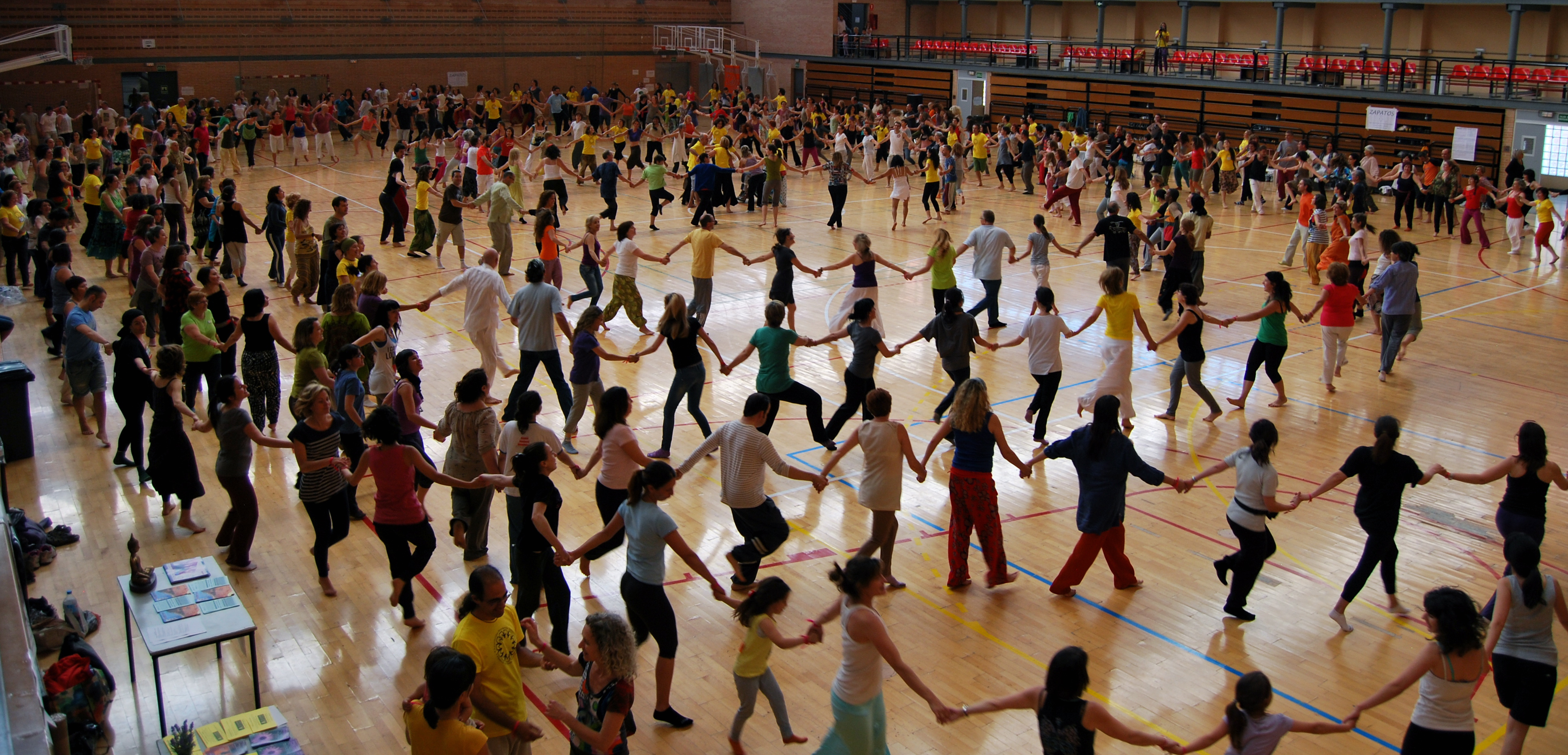
Biodanza à Valence (Espagne) en 2012

La Biodanza est un système de développement humain créé dans les années 1960 par l'anthropologue chilien Rolando Toro Araneda sur la base d'un concept qu'il a inventé, nommé « principe biocentrique ».  

## Méthode
La biodanza, parfois francisée en biodanse, se pratique en groupe lors de séances hebdomadaires conduites par des professeurs nommés facilitateurs et lors de stages d'approfondissement.
Une séance hebdomadaire dure environ une heure trente et consiste en une vivencia, c'est-à-dire un ensemble cohérent d'exercices préparé à l'avance par le facilitateur. Les exercices se pratiquent individuellement, à deux, en petits groupes ou en groupe complet. Chaque exercice est effectué sur une musique spécifique, choisie par le facilitateur à partir d'un catalogue préexistant. En général, le premier exercice est une simple ronde : les participants se prennent par la main et se mettent en mouvement sur le thème musical proposé. Plusieurs centaines d'exercices ont été créés par Rolando Toro Araneda, le fondateur de la méthode.
Excepté un partage oral en début de séance, celle-ci se déroule sans que les participants échangent verbalement. En début de chaque exercice, le facilitateur donne une consigne et peut éventuellement en faire une démonstration. Souvent, les exercices comportent une part importante de mouvements d'expression libre. Le regard ainsi que le contact physique peuvent être mis à contribution.
Rolando Toro Araneda décrit ainsi la biodanza :

« En biodanza, la priorité est donnée à l’induction de vivencias d’intégration de joie, de paix, de tendresse, d’érotisme, de transcendance, d’élan vital, d’enthousiasme, etc. Vivre dans la joie d'être avec l’autre signifie vivre en commun, acquérir la capacité de lien affectif [...] Danser en groupe, en découvrant progressivement les rituels de rapprochement, permet l’intégration de l’identité. Notre identité se révèle en présence de l’autre. »

## Développement de la pratique
La biodanse est aujourd'hui pratiquée dans plus d'une quarantaine de pays, avec plus de 2500 professeurs, principalement en Amérique latine et en Europe, mais aussi au Canada, aux États-Unis, en Afrique du Sud et au Japon. Elle se pratique également dans les écoles, en hôpital, dans les entreprises et organisations.

## Modèle économique et éthique
La formation des facilitateurs de biodanza est pratiquée dans le cadre d'associations à but non lucratif, chacune d'entre elles étant supervisée par l'I.B.F. (International Biocentric Foundation) qui veille à leur conformité aux normes qu'elle fixe. L'I.B.F. est une entreprise privée à capital partagé (Private limited with share capital), dont le siège social se trouvait à Dublin. Depuis le décès de son créateur Rolando Toro en février 2010, elle a été dirigée par Raúl Terrén, puis Sergio Cruz depuis 2015. En 2017, l'IBF sous cette forme a été dissoute. Elle est remplacée par une association mondiale des écoles. 
Les écoles versent un revenu annuel pour permettre le fonctionnement de l’organisation centrale, pas les facilitateurs sur le terrain. Conscient de leur responsabilité, en Europe, les facilitateurs signent une charte éthique.
« Biodanza » est une marque déposée.

## Efficacité du système
Bien que la Biodanza ne se définisse pas comme discipline thérapeutique, elle est susceptible de compter des effets thérapeutiques, au même titre que bien des activités artistiques, dont la danse en général. Quelques études médico-sociologiques ont tenté d’évaluer la portée du bien-être que la Biodanza est censée apporter, en particulier pour des publics souffrant d’une pathologie physique spécifique. Par exemple, l’efficacité de la Biodanza comme soulageant les maux de la fibromyalgie a été mise en évidence,,.